# جیم آمپلبی
جیم آمپلبی (انگلیسی: Jim Umpleby؛  – ) مدیر اجرایی آمریکایی است، که هم‌اکنون به‌عنوان مدیرعامل شرکت کاترپیلار فعالیت می‌کند.